# 清水寺参詣曼荼羅

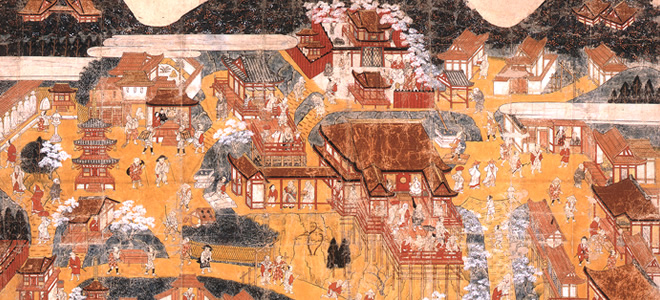
清水寺参詣曼荼羅（部分）

清水寺参詣曼荼羅（きよみずでらさんけいまんだら）とは音羽山清水寺を描いた社寺参詣曼荼羅。

## 清水寺の本願と清水寺参詣曼荼羅
| 所蔵者                 | 員数 | 材質・形状       | 寸法（センチメートル） |
| ---------------------- | ---- | ---------------- | ---------------------- |
| 清水寺                 | 一幅 | 紙本著色・掛幅装 | 縦173.2×横159.5        |
| 市神神社（滋賀）中嶋家 | 一幅 | 紙本著色         | 縦168.5×横176.8        |

清水寺参詣曼荼羅は、今日2つの作例が伝わっており、所蔵者の名をもとに清水寺本および中嶋家本と呼ばれている（表「清水寺参詣曼荼羅の作例」参照）。両者とも制作年代・工房（絵師）を明確に伝える史料を欠くが、構図はおおよそ一致し、前者は16世紀半ば、後者は16世紀後半の作と推定されている。

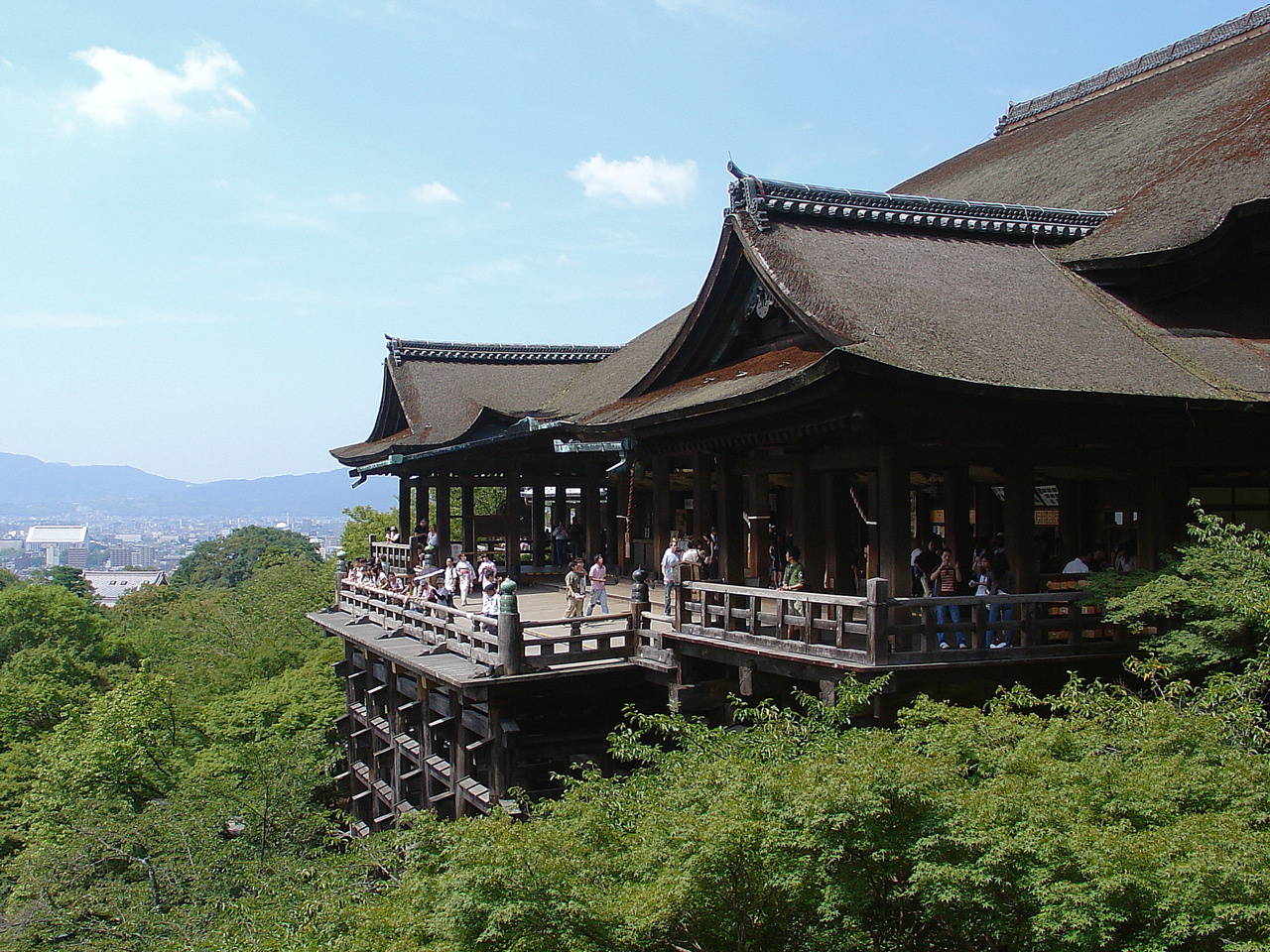
清水寺本堂

社寺参詣曼荼羅と本願には深いかかわりを認めるのが通説であり、作例が清水寺成就院に伝来することや図像解釈から、清水寺参詣曼荼羅の作成主体は本願たる成就院であると位置づけられる。制作年代である16世紀は、清水寺における本願の確立期であった。清水寺参詣曼荼羅の作成時期に遡る15世紀末、清水寺は応仁の乱の兵火によって焼失し（文明元年〈1469年〉）、文明16年6月に本堂が再建された。この再建のための勧進に従事した勧進僧願阿弥は、清水寺入寺以前に、四条橋・五条橋の修復・再興、南禅寺仏殿再建の援助としての百貫の寄進、寛正の飢饉における施行といった活動に従事していた。こうした活動は全面的請負かつ臨時的活動という中世的勧進の活動であった。願阿弥の活動にはまた、室町幕府権力や幕府要人との結びつき、勧進聖集団の利用といった特徴があり、それは清水寺の再興事業においても引き続き認められるものであった。願阿弥は再興事業を全面的請負事業として担い、寺家や公家から再興はひとえに願阿弥の力によるものと認識されてはいたものの、あくまでその権限は奉加と造営・修繕の範囲にとどまり、寺本来の活動である仏事には関与しえなかった。願阿弥自身は再興の完遂を見届けることなく文明18年（1486年）に死去するが、彼の後継者たちは清水寺境内の成就院を引き続き活動拠点とし、やがて15世紀末には本願成就院と呼ばれるようになる。後継者たちの寺外での活動はその後も遅い時期まで中世的勧進の特徴を残し続けるが、寺内においては、本願院（田村堂）に霊場の縁起にかかわる霊物を安置して公武祈祷に携わるだけでなく、独自の堂舎として朝倉堂を建立・護持して清水寺本堂と同じ本尊を祀るなど、16世紀初めには縁起と仏事の両面にわたって清水寺の宗教的領域への進出を図り、清水寺の縁起との結びつきと自らの存在の正統性を主張するようになっていた。こうした変化は、勧進僧が集めた財貨全てを堂舎伽藍の造営・修繕に支出するのではなく、勧進僧独自の活動、例えば独自の堂舎の建立・護持に用いられるようになったことを意味し、中世的勧進から本願への変質の時期にあった。願阿弥の活動は近世にいたる清水寺における勧進活動の出発点だったのである。

## 図像の読解
清水寺参詣曼荼羅の図像は五条橋から清水坂を経て門前に至る参詣道と霊場（寺内）の2つに分かれている。実際にはほとんど一直線に近い道が著しく縮小・変形させて描写されているのに対し、霊場の風景ははるかに大きく、細密・正確に描かれており、通絵図的に参詣曼荼羅に認められる原則にしたがって、清水寺参詣の信仰世界が描かれている。一方、霊場が完結した小宇宙であることを示す象徴として日輪・月輪の描写が参詣曼荼羅には通例であるが、清水寺本にはその描写が欠けている。清水寺本の上部は山稜に沿って切り取られた形跡があり、日月の描写が本来は存在したと推測されている。

### 参詣道

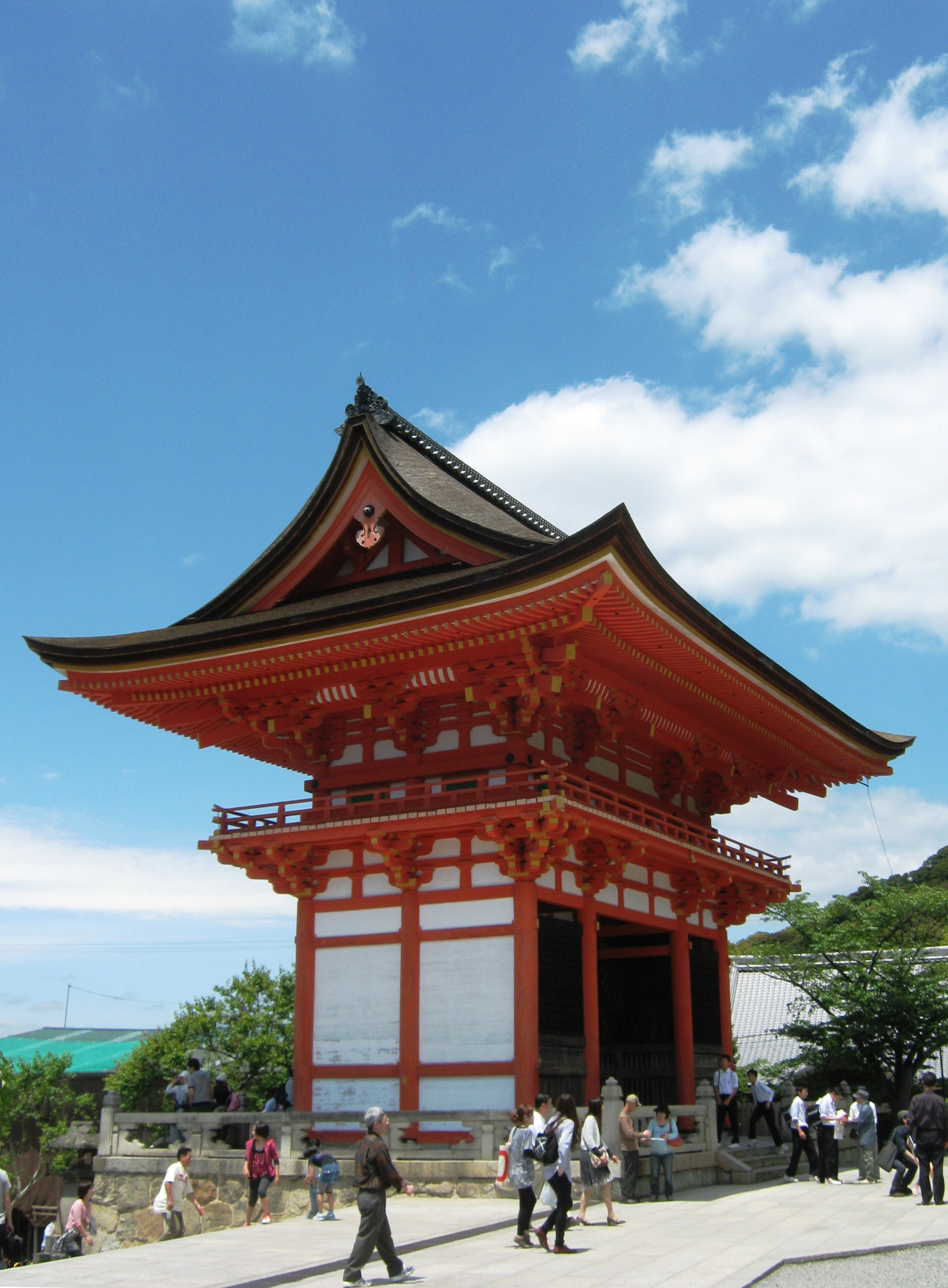
仁王門

参詣道は画面左下の五条橋から始まる。同時期の洛中洛外図の各種の伝本には描かれた五条橋は大振りの橋脚を持った姿で描かれる一方、清水寺参詣曼荼羅のいずれの作例においても五条橋は赤い欄干と金の擬宝珠を持つ姿で描かれており、あるべき理想的な姿として表現されている。寺外の事物であるにもかかわらず、五条橋は現実よりはるかに美化されているというだけでなく、大きなスペースを与えられて描かれている。これは、洛中洛外の境界であることや清水寺参詣の出発点であるということもさりながら、清水寺本願たる成就院がその維持・管理にあたっており、特別な意味を持っていたためであろう。
参詣道には4つの木戸があり、何らかの境界として意識されていたことを示している。この木戸は清水寺参詣道の入り口であるとともに、非人（坂者）の居住地区としての清水坂への出入り口でもあった。第1の木戸と第2の木戸の間の地区に癩者の住まう長棟堂が描かれていることや、八坂法観寺を描いた八坂法観寺参詣曼荼羅もこのあたりに犬神人の弓屋町を描いていることからもそのことが分かる。この地区には他に八坂塔や六波羅蜜寺の他、愛宕寺地蔵堂と推定される地物が描かれている。第2の木戸と第3の木戸の間には経書堂（来迎院）のほか、特徴的な地物として三本卒塔婆があり、一見では鳥辺野を示すだけの卒塔婆が参詣道の標識となっていたことが知れる。第3の木戸と第4の木戸の間には大日堂（真福寺）に比定される堂舎が描かれるのみである。
第4の木戸をくぐると清水寺の門前町である。木戸のすぐ横、道の向こう側には3件の茶屋が描かれ、この茶屋と向かい合った位置には、人影のない板葺きの4軒の家屋があり、畳の敷き詰められた室内に鼓、太鼓、冊子本、提・銚子などの道具が置かれているのが分かる。これらの道具は、これら4軒の家が遊びのための施設であったことを暗示するだけでなく、当時の公武上層階級の貴紳たちが享受した芸道を示唆している。道の向こう側の庶民向けの茶屋と、貴紳向けの茶屋との対比がここには描かれている。

### 霊場

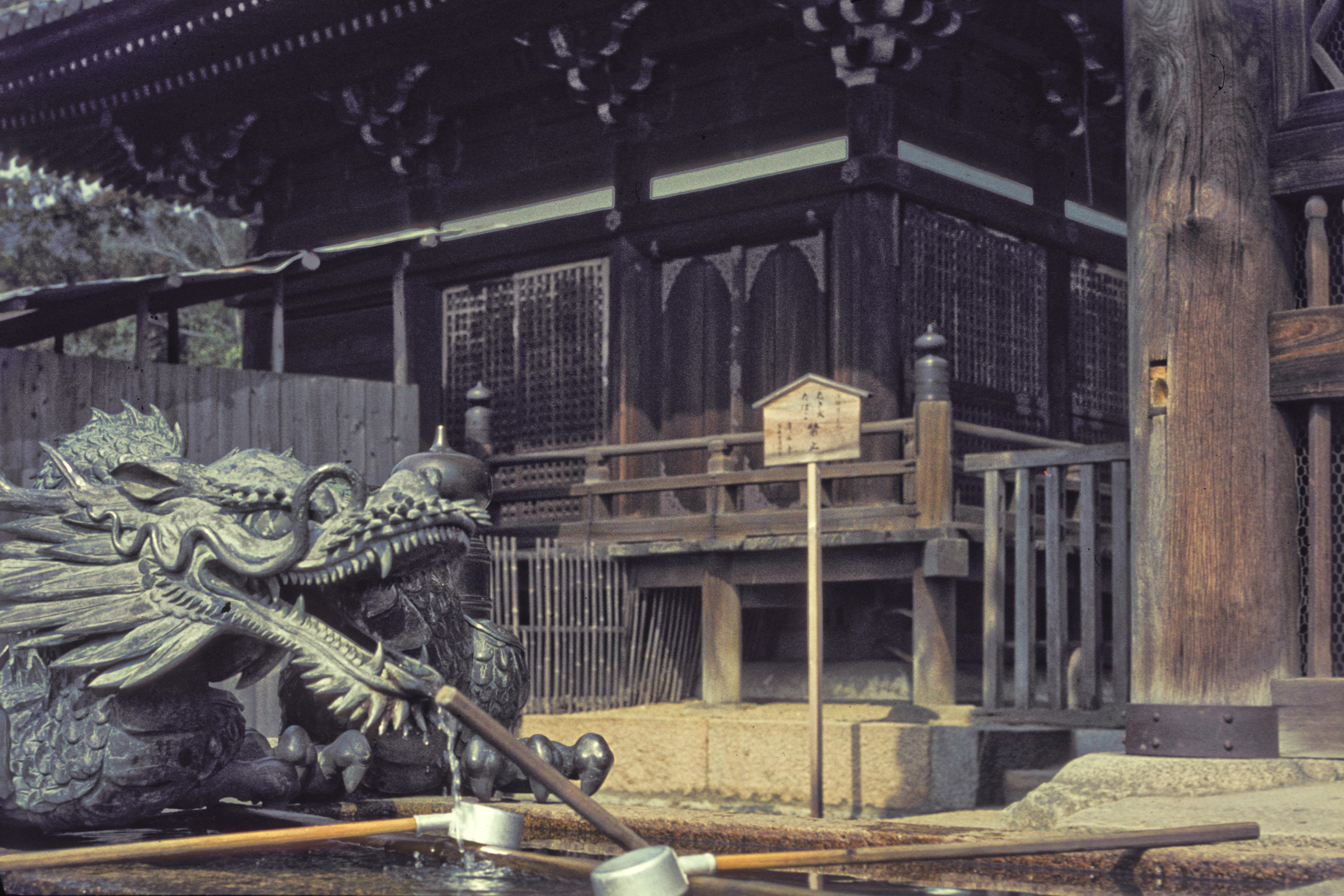
朝倉堂

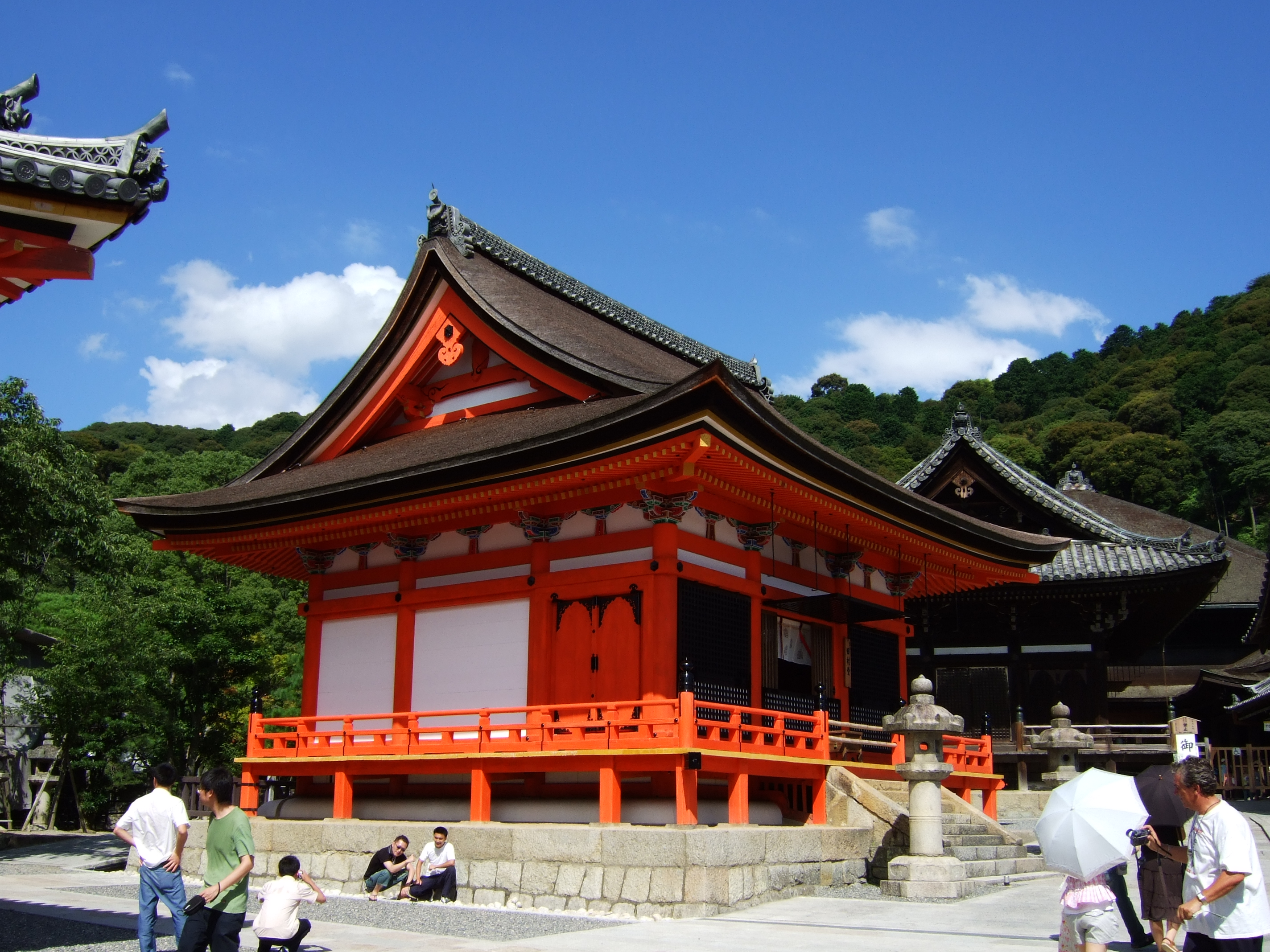
田村堂

霊場の入り口である仁王門を抜けて音羽の滝に至る道には地物はほとんどない。音羽の滝には水垢離をとる姿や水を汲む者が描かれ、参詣道としてのみならず生活道としても機能していたことが分かる。画面の中央には懸造の本堂舞台が強調して描かれ、大きさからも配置からも中心を占めている。背景には東山連峰がそびえ、本堂の周囲には諸堂が姿をならべる。
霊場の条件のひとつは、その始原から姿を変えることのない不変性である。それゆえ、度重なる再建のつど、霊場は旧に復せしめられ、その姿を維持されることによって霊場として認められる。清水寺は寛永9年（1629年）の火災で堂社の多くを焼失しているにもかかわらず、清水寺参詣曼荼羅に描かれている地物と今日の寺内の地物との間に大きな異同がないことは、常に始原のままの姿を維持するという再建のあり方を示している。
しかしながら、そうした再建のあり方にもかかわらず、長い間には変化を示す地物もないわけではない。明治の神仏分離により失われた地物もあるが、宿所、六地蔵、鐘撞堂、田村堂、成就院、朝倉堂といった、寛永の再建前後にその姿を変えた地物もある。中でも、本願成就院の管理下にあった田村堂、成就院、朝倉堂は著しい変化を被っている。図中では田村堂の正面に描かれていた阿弥陀仏像は失われ、小丘陵の上に舞台をともなった姿で描かれる朝倉堂は、今日では平坦地に立ち、舞台もない。これら変化を被った地物は、いずれも清水寺本来の建物ではなく、その意味で清水寺の霊場の不変性に属していない。また、図中の配置においても、成就院の管理下にあった諸堂は本堂西北の一隅にかたまっており、寺家と本願成就院の二重構造が可視化されている。

### 人物像
参詣道に描かれた人物像は、地物と密接に結びついた図像とそうでない図像に分類できる。前者に属するのは参詣道沿いを生活あるいは生業の場とする「居住者」の図像であり、後者は「参詣者」の図像である。居住者たちには、五条橋保全のための勧進に従事する大黒堂の勧進聖、犬神人や癩者のような坂者、茶屋の主や客引き、水汲みといった人物たちがおり、これらの人物は寺内を目指す方向を向いた参詣者たちとは対照的に、逆方向ないし参詣道に向き合う姿で描かれている。こうした人物の図像は地物との組み合わせで参詣道の場を形成しており、参詣道それ自体が空間の圧縮によって歪められているのを補い、案内図としての機能を保つ表現となっている。
寺内に入ると、地物と人物との結びつきは参詣道ほど容易には分けることはできなくなる。というのも、例えば寺内にいる僧侶は、参詣曼荼羅だけでなく近世初期風俗画の工房における「儀軌」化された図像の切り貼りの配列であり、地物が明確に描かれて「場」の案内となっているがゆえに、僧侶と地物との結びつきはそれほど重要な役割を果たしていない。むしろ重要であるのは、その「場」がいかなる意味で霊場の一部であるかを示す、参詣者の像であった。泰産寺で安産を祈る女、本堂および朝倉堂で祈る男女、音羽の滝と本堂の間を行き来する願人、地主神社の前の石に向かって歩む男といった参詣者たちは、清水寺の信仰の根幹を成す場において、「場」を支える信仰を示すことを通じて、信仰的な案内図としての役割を果たしていた。
こうした人物たちと対照的に、「場」とかかわりのない参詣者たちの図像がある。参詣曼荼羅には通絵図的に「儀軌」化された図像の切り貼りとして多くの人物像が配されているが、そうした人物たちを除いてもなお残る、特異な人物像が清水寺参詣曼荼羅には描かれている。それは第2の木戸から第3の木戸にかけて描かれる、騎馬の人物2人と付き従う人々の行列である。行列は騎馬の人物を中心とする2つのグループに分かれているが、中嶋家本では、後続のグループは輿を中心として8人もの従者を従えた姿で描かれている。これらの行列が何を意味するのかは明らかではないが、一般の貴人としてはあまりに仰々しく、例えば勅使参向のような重大な意味を持ったものであったかもしれない。
いま一つ、特異な人物像が図中には描かれている。それは延年寺谷を行く2人連れの人物像である。僧侶と狩猟者の姿で描かれたこれら人物は延鎮と坂上田村麻呂である。田村麻呂が延年寺谷を遡って音羽の滝に至ったとする伝承もそれを裏付けるものであろう。延鎮と田村麻呂の図像は、時間的にもはるかに隔たった根源的な縁起の「場」を作り出しているのである。

## 享受者層をめぐって
参詣曼荼羅において、主役となる人物を見出すことは享受した階層を知る手がかりとなる。参詣曼荼羅を鑑賞する人々にとっても、図中に自己を投影できる人物像は実際に参詣しているかのような感覚を与えるものであっただろうし、絵説く側や作成する側もそうした効果を狙ったと推測できる。そうした観点で図中を改めて見ると、肩衣袴を身に着けた武家姿で描かれた人物像が目立つことに気付く。清水寺参詣曼荼羅と同系統と推定されている他の参詣曼荼羅と比較してみると、武家姿で描かれた人物の比率が目立って高く、東山の寺社を描いた他の参詣曼荼羅と見比べても武家姿の人物はやはり多い。
こうした享受者層をめぐる問題は、前述の人物不在の貴紳向け茶屋が手がかりとなると考えられている。同時代の風俗絵との比較からすると、清水寺の門前には、遊女あるいは陰間のいた茶屋が門前にあった可能性があるが、人物は不在である。というのも、西山克が言うように、参詣曼荼羅は理想としての霊場の表現であり、一時のことであろうとも「聖性の堕落」のモチーフが描かれることはない。清水寺参詣曼荼羅において、霞の堆積により鳥辺野が隠されているが、人物不在の茶屋と同様、「聖性の堕落」を描くことを回避するためと推測されている。
その一方で茶屋の室内に道具が描かれていることについては、日本美術上の留守文様あるいは書斎図と呼ばれる技法との関連するとの指摘がある。留守文様は、主題となるべき人物を描くことなく、画中にちりばめられたモノから人物を想像させる技法である。この技法で描かれた対象を理解できるかどうかは、鑑賞者の知識教養の有無によって左右され、その意味で鑑賞者を選別する。書斎図もまた、消極的で具象性を欠いた描写により、鑑賞者に自由な理解を可能にする技法である。こうした技法の適用として見るとき、茶屋の人物の不在は、鑑賞者を選別する一方で、絵解きとともに鑑賞するものの自由な理解を可能にし、自身のあるいは他者の遊興を想像させるものであったのだろう。茶屋の内部に描かれた道具類が貴紳の遊興と結びついたものであること、あるいは本願成就院による勧進活動が幕府のみならず朝廷の権威をも利用し、有力者との強いつながりをもったものであったことを考えあわせるとき、清水寺参詣曼荼羅の人物描写は、あからさまに武家を含む有力者を対象とするのではなく、一見穏やかな表現のなかに、公武の上層階級を勧進の対象としようとする、作成主体の確固たる意図を示すものであろう。
参詣曼荼羅の享受者層は、図中の素朴な描写法のゆえに庶民であると考えられてきたが、そのことを明確に示す史料は欠けており、享受者層をただちに庶民のみに限定することはできない。こうした図像のあり方は、各寺社がそれぞれの経済状況や勧進活動のあり方を前提とした多様かつ個別の制作事情によって、参詣曼荼羅を作成していたことを示唆している。

## 文化財
- 清水寺参詣曼荼羅 1幅 - 清水寺本[2]。京都府指定歴史資料（1997年〈平成9年〉3月14日指定）[52]。